# Hendrik Anthony Kramers
Hendrik Anthony Kramers, numit și Hans Kramers (n. 17 decembrie 1894, Rotterdam, Țările de Jos – d. 24 aprilie 1952, Oegstgeest, Olanda de Sud, Țările de Jos) a fost un fizician neerlandez care a adus contribuții importante în diverse domenii ale fizicii teoretice din secolul al XX-lea. Este cunoscut, în principal, pentru teoria Kramers a dispersiei, relațiile de dispersie Kramers-Heisenberg, formula Kramers a opacității, degenerarea Kramers și relațiile Kramers-Kronig.